# Monte do Carmo
Monte do Carmo là một đô thị thuộc bang Tocantins, Brasil. Đô thị này có diện tích 3616,655 km², dân số năm 2007 là 6387 người, mật độ 1,77 người/km².